# Олори
Оло́ри (рос. Олоры, марій. Олор) — присілок у складі Параньгинського району Марій Ел, Росія. Входить до складу Усолинського сільського поселення.

## Населення
Населення — 847 осіб (2010; 878 у 2002).
Національний склад (станом на 2002 рік):
- марі — 99 %